# École W
Pour les articles homonymes, voir W.
L'École W, ou W est un établissement d'enseignement supérieur privé pluridisciplinaire et établissement-composante de l'université Paris-Panthéon-Assas,, créé en 2016 par le Centre de formation des journalistes (CFJ), prestigieuse école de journalisme.
L'École W dispense une préparation aux concours des écoles de journalisme ainsi qu'une formation pluridisciplinaire et généraliste en sciences humaines et sociales (arts, photographie, écriture scénaristique, sciences de gestion et management, etc.), ainsi qu'en sciences de l'information et de la communication (journalisme, communication d'entreprise, communication et industries graphiques, etc.), implantée dans le 12e arrondissement de Paris, dans les mêmes locaux que sa « grande sœur » le CFJ,,.
L'école dispense également des cursus en partenariat délivrant des diplômes nationaux : une licence en journalisme scientifique avec Sorbonne Université, un double diplôme avec le cursus International BBA de l'EDHEC et un master en film documentaire et de fiction avec l'université Paris-Panthéon-Assas et l'INA,,. Elle s'inspire des méthodes de l'école de commerce alternative danoise Kaospilot. L'établissement est également membre, avec le CFJ, du collège de formation et de recherche (CFR) « Information et réseaux » de l'université Paris-Panthéon-Assas, du réseau d'écoles de journalisme Google News Initiative University Network et de l'alliance internationale d'universités d'art, de design et des médias Cumulus Association,,.
En 2022, l'École W est classée 7e meilleure formation en entrepreneuriat par Eduniversal (classement « Entrepreneuriat et création d'entreprise », 2022), devant les licences de l'université de Strasbourg et de CY Cergy Paris Université et derrière la licence professionnelle de l'IAE Lille. En 2024, l'École W est classée 14e meilleure école de communication de France selon Le Figaro.

## Histoire

### 2016: création de l'école par une équipe du CFJ

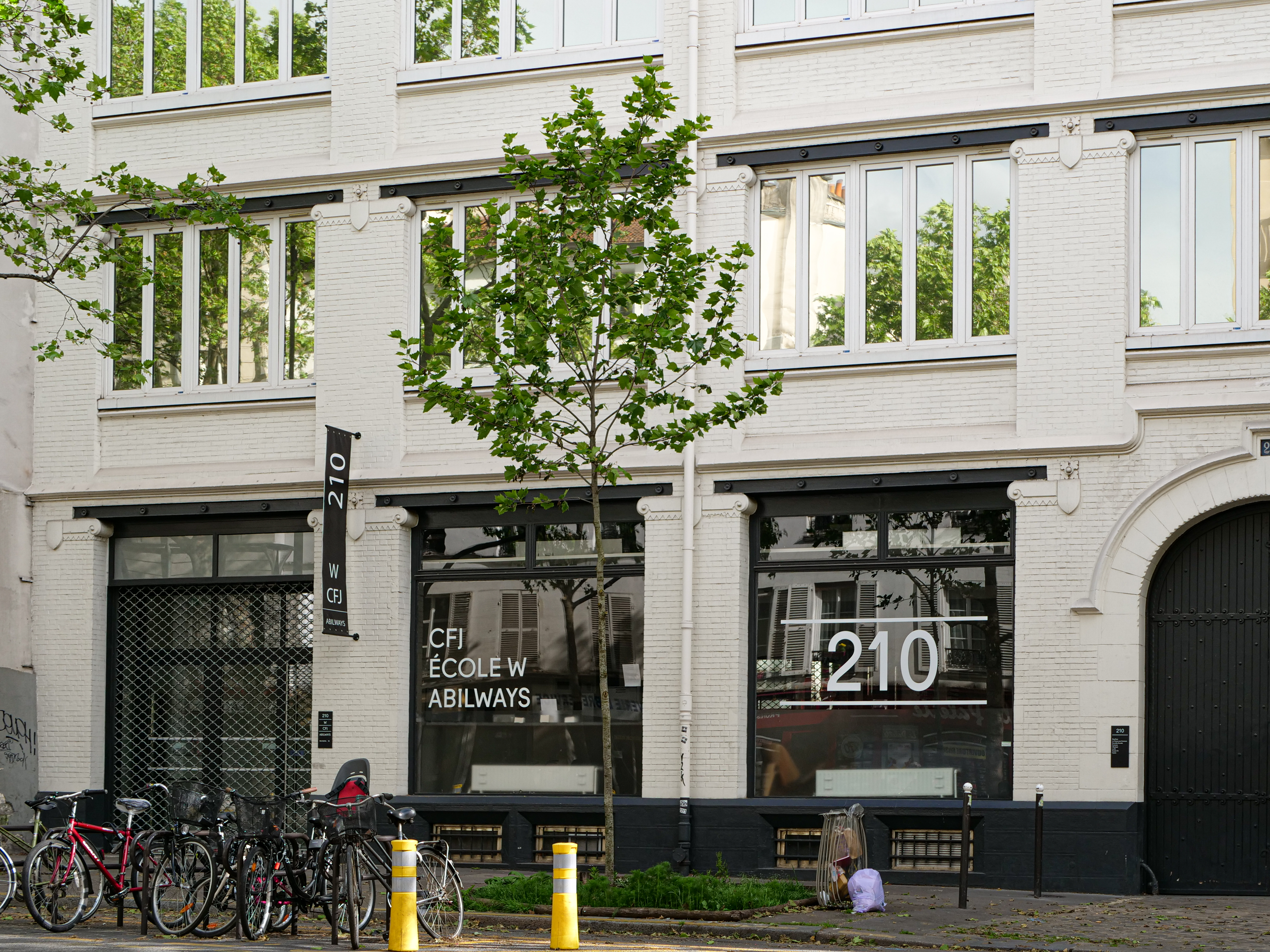
Entrée de l'École W et du Centre de formation des journalistes au 210, rue du Faubourg-Saint Antoine à Paris en 2021.

Le 12 janvier 2016, à l'instar de l'Académie ESJ Lille en 2014, une équipe du CFJ annonce la création de W, un parcours post-bac en trois ans permettant aux étudiants de s’initier aux métiers de l'information, de la communication, du marketing et de la création numérique et de se préparer aux concours des écoles de journalisme,.
En octobre 2016, l'École W et le Centre de formation de journalistes quittent leurs locaux de la rue du Louvre à Paris pour emménager dans un immeuble de 1 700 m2 au 210, rue du Faubourg-Saint-Antoine dans le 12e arrondissement de Paris. En septembre 2017, l'École W et le CFJ créent une préparation aux concours des écoles de journalisme.
En juin 2019, Olivier Ferhat, nouveau président du directoire d'Abilways et diplômé d'HEC Paris remplace Marie Ducastel, diplômée de Sciences Po, en tant que président du conseil de surveillance de l'École W.

### 2019: alliances et partenariats
Le 28 juin 2019, l'EDHEC et l'École W annoncent la signature d'un accord de double-diplôme aux étudiants W et BBA EDHEC. Les étudiants de W pourront compléter leur bachelor par une quatrième année au sein de la filière International Business Track en anglais du BBA EDHEC. Tandis que, les étudiants du BBA EDHEC auront la possibilité de remplacer leur troisième année par une inscription à une majeure de l'École W parmi lesquelles : journalisme, documentaire et fiction ou marketing et communication digitale,.
Le 16 janvier 2020, la faculté des Sciences et Ingénierie de Sorbonne Université et l'École W annoncent la création d'une double licence Sciences, communication et journalisme, accessible dès la rentrée de septembre 2020 aux bacheliers scientifiques. Le 2 juin 2020, l'École W et le Centre de formation des journalistes (CFJ) signent une convention de partenariat avec l'ISIT.
Le 13 avril 2021, Audencia et l'École W lancent une classe préparatoire aux concours des écoles de journalisme à Nantes et prévoient[évasif] la création d'un double-diplôme niveau master pour la rentrée 2022[réf. souhaitée].

### 2021: intégration à l'université Paris-Panthéon-Assas
Le 19 juin 2021, l'université Paris-II Panthéon Assas annonce un projet d'établissement public expérimental (EPEX), dont les statuts ont été déposés au ministère de l'Enseignement supérieur, de la Recherche et de l'Innovation, qui réunira l'Institut supérieur d'interprétation et de traduction (ISIT), l'École française d'électronique et d'informatique (EFREI), le Centre de formation des journalistes (CFJ) et l'École W en tant qu'établissements-composantes de l'université, ainsi que l'Irsem de l'École de guerre en tant qu'institut partenaire,. L'université Paris-II Panthéon Assas prévoit une entrée en vigueur du nouveau statut d'EPE « Université Paris-Panthéon-Assas » au 1er janvier 2022. Le 24 décembre 2021, le décret portant notamment sur l'intégration de l'École W au sein de l'établissement public expérimental Paris Panthéon Assas Université est publié au Journal officiel pour une entrée en vigueur le 1er janvier 2022.
En janvier 2022, le journaliste et producteur français Jean-Bernard Schmidt, diplômé de Sciences Po Bordeaux et du Centre de formation des journalistes (CFJ) ainsi que cofondateur de Spicee, est nommé directeur de l'École W, en remplacement de Julie Joly qui devient directrice générale de l'hebdomadaire L'Obs,. Le 10 mars 2022, l'université Paris-Panthéon-Assas organise un forum des formations réunissant ses départements universitaires comme l'IFP et ses nouveaux établissements-composantes : le CFJ, l'École W, l'EFREI et l'ISIT.
À la rentrée 2023, l'École W et l'université Paris-Panthéon-Assas ouvrent un cursus commun délivrant un diplôme national de master Information, communication, parcours "Fiction et documentaire", en partenariat avec l'Institut français de presse et l'Institut national de l'audiovisuel (INA).
En avril 2024, l'Institut national du sport, de l'expertise et de la performance (INSEP) et l'École W annoncent le lancement à la rentrée 2024 d'une nouvelle formation de cycle bachelor ouvert aux sportifs de haut niveau (SHN) et non-SHN, en remplacement de la formation « Sportcom » créée par le CFJ en 1987.

## Formation

### Filières

#### Filière principale
La filière principale délivre le diplôme de l'École W, établissement-composante de l'université Paris-Panthéon-Assas (établissement public à caractère scientifique, culturel et professionnel) et 180 crédits ECTS,,, ainsi qu'un titre à finalité professionnelle reconnu par l'État de niveau 6 (bac +3), inscrit au Répertoire national des certifications professionnelles (n°34463), à l'issue de la validation de trois ans d'études au sein d'un cursus dit « bachelor » de l'établissement.
L'entrée s'effectue par un concours sélectif ouvert au niveau baccalauréat via Parcoursup ou procédure interne à l'établissement : dossier d'admissibilité puis épreuves orales d'admission (épreuve de créativité et entretien de motivation). En général, un tiers des candidats admis ont suivi une ou deux années d'études après le baccalauréat. Cette filière dispense une formation pluridisciplinaire et généraliste autour des sciences humaines et sociales, en particulier les arts (photographie, design graphique, écriture scénaristique, arts numériques), les sciences de l'information et de la communication (médias, journalisme, communication), le droit de la presse et de la communication ou encore le management ainsi que les sciences de gestion,,.
Elle propose deux majeures, l'une en « Journalisme, documentaire et fiction » dont 16 places sont ouvertes en apprentissage sur Parcoursup, et l'autre en « Marketing et communication digitale »,. Les étudiants doivent choisir une mineure, en complément de leur enseignement de majeure : « Entrepreneuriat et innovation », « Luxe, art et mode », « Sport et e-sport », ainsi que des mineures transdisciplinaires thématiques dispensées par la faculté des sciences et ingénierie de Sorbonne Université dès la deuxième année. En deuxième année, les étudiants peuvent suivre une « académie » dispensée par l'école de commerce HEC Paris durant un mois en management et entrepreneuriat.
À l'issue des trois ans d'études, avec une spécialisation « Marketing et communication digitale », les étudiants peuvent suivre une quatrième année au sein des cursus « bachelor » et « BBA » des écoles de commerce EM Lyon et EDHEC. À l'inverse, les étudiants de ces deux écoles peuvent également obtenir le diplôme de l'École W en complément de leur cursus.
Tout étudiant ayant suivi la 3e année de la filière principale (cursus « bachelor ») de l'École W lors de l'année du concours CFJ, sous condition d'une moyenne générale supérieure à un seuil fixé par les directions pédagogiques de l'école et du CFJ, est admissible d’office aux épreuves d’admission du CFJ.

#### Filière Sciences et journalisme avec Sorbonne Université
La licence sélective « Sciences, communication et journalisme », créée en 2020 en partenariat avec l'unité de formation et de recherche « Terre, environnement, biodiversité » de la faculté des sciences et ingénierie de Sorbonne Université, permet aux étudiants d'obtenir le diplôme national de licence de Sorbonne Université ainsi qu'un des deux titres à finalité professionnelle et le diplôme de l'École W à l’issue de trois années de formation en communication scientifique ou journalisme scientifique, entre le campus de l'École W et du CFJ et le campus Pierre-et-Marie-Curie de Sorbonne Université. La formation est listée par l'Association des journalistes scientifiques de la presse d'information (AJSPI), aux côtés du master « Journalisme de science » de l'ESJ Lille.
À la rentrée 2024, elle devient la licence « Sciences et journalisme » et est accessible sur Parcoursup.

#### Filière Fiction et documentaire avec l'université Paris-Panthéon-Assas
Un master « Fiction et documentaire » est créé à la rentrée universitaire 2023 avec l'université Paris-Panthéon-Assas et en partenariat avec l'Institut français de presse (IFP) et l'Institut national de l'audiovisuel (INA),,. À l'issue du cursus « Fiction et documentaire » en deux ans, il est délivré aux étudiants un diplôme national de master mention « Information, documentation » de l'université Paris-Panthéon-Assas.

#### Filière Direction artistique digitale en alternance
La filière en direction artistique digitale propose deux parcours de formation en alternance, le parcours « Stratégie des industries créatives » ; le parcours « Direction artistique digitale » en partenariat avec le Campus Fonderie de l'Image , ainsi qu'un Master of Science (MSc) « International Brand Design & Storytelling » en partenariat avec l'École de design Nantes Atlantique, membre de l'université de Nantes.
L'établissement est habilité à délivrer à l'issue d'un cursus en deux ans, accessible après la validation de 180 crédits ECTS un titre à finalité professionnelle niveau 7 de « Directeur(trice) de création en design graphique », inscrit au RNCP par le Campus Fonderie de l'Image et reconnu par le ministère du Travail depuis 2017 (arrêté du 7 avril 2017) ; ainsi qu'un Master of Science en « International brand design and storytelling », enregistré auprès de la Conférence des grandes écoles (CGE) par l'École de design Nantes Atlantique depuis 2019.

#### Filières techniques
Depuis 2023, l'École W a ouvert une section de technicien supérieur dispensant deux brevets de technicien supérieur contrôlés par le ministère de l'Enseignement supérieur de la Recherche, niveau 5 (bac+2) et accessibles sur Parcoursup: un BTS « Photographie » en apprentissage ; ainsi qu'un BTS « Études de réalisation d’un projet de communication ». L'établissement a également ouvert une filière spécialisée en montage vidéo, permettant l'obtention d'un titre professionnel (TP) de « Monteur audiovisuel » délivré par le ministère du Travail, du Plein emploi et de l'Insertion.

#### Classes préparatoires
En septembre 2017, le CFJ crée une préparation aux concours des écoles de journalisme en partenariat avec sa formation post-bac, l'École W. Elle forme la 3e année de la filière principale de l'école. Elle est proposée à Paris, Aix-en-Provence, Marseille et Lyon depuis 2019.
Le 13 avril 2021, l'école de commerce Audencia et l'École W lancent une classe préparatoire aux concours des écoles de journalisme à Nantes et prévoient la création d'un double-diplôme niveau master pour la rentrée 2022[réf. souhaitée].
Depuis la rentrée 2021 et l'ouverture du CFJ à Lyon, la préparation aux concours lyonnaise de l'École W est assurée par Cédric Molle-Laurençon, directeur des études adjoint du Centre de formation des journalistes et responsable du CFJ à Lyon,.

### Partenariats académiques
Dans le cadre de son cursus principal et l'organisation d'un Master of Science (MSc), d'une double licence, de mineures interdisciplinaires, l'École W est en partenariat avec Sorbonne Université et l'École de design Nantes Atlantique.
En 2013, une convention de partenariat a été signée entre HEC Paris et le CFJ afin de développer une formation au journalisme économique de haut niveau. Les étudiants du CFJ et de deuxième année de l'École W peuvent postuler à une Académie HEC pendant leur scolarité afin de s'initier à la création d'entreprise et au management de l'innovation. À l'inverse, l'École W propose les académies « Création de marque » et « Création de média » aux étudiants en M1 Grande École à HEC Paris.
Les étudiants ayant suivi la filière « Marketing et communication digitale » ont la possibilité d'obtenir un double diplôme W / EM Lyon ou EDHEC en poursuivant une quatrième année de Global BBA à l'EM Lyon ou de BBA à l'EDHEC.
Depuis la rentrée 2017, l'École W et le CFJ proposent une classe préparatoire aux concours des écoles de journalisme.
Depuis le 1er janvier 2022, l'École W est un établissement-composante de l'université Paris-Panthéon-Assas, un établissement public à caractère scientifique, culturel et professionnel reconnu par l'État, aux côtés de l'ISIT, du CFJ et de l'EFREI, ce qui permet ainsi aux étudiants de bénéficier des bourses étudiantes du Centre régional des œuvres universitaires et scolaires (Crous) ou encore d'une carte étudiante commune aux établissements-composantes de l'université,.

## Direction
La direction de l'école est assurée depuis avril 2022 par le journaliste et producteur Jean-Bernard Schmidt, directeur adjoint du CFJ, directeur du pôle alternance du CFPJ et ancien enseignant à l'École de journalisme de Sciences Po, diplômé de Sciences Po Bordeaux et du CFJ. La direction de l'école était assurée depuis sa création par la journaliste Julie Joly, ancienne rédactrice en chef adjointe à L'Express, diplômée d'HEC Paris et de l'ESCP Europe.
Le président du conseil stratégique de l'École W est depuis 2016 Ludovic Blecher, directeur du Google News Initiative Innovation et diplômé de l'université Paris-I Panthéon-Sorbonne.

## Personnalités liées

### Enseignants et intervenants
Parmi les enseignants et intervenants journalistes, scénaristes, réalisateurs et communicants professionnels à l'École W, on compte notamment :
- Alexandre Duyck, ancien grand reporter au Journal du dimanche ;
- Raphaëlle Bacqué, journaliste grand reporter au journal Le Monde, intervient lors des formations courtes[61];
- Silvain Gire, journaliste, producteur de radio et cofondateur d'Arte Radio ;
- Sébastien Calvet, photojournaliste et directeur photo de Mediapart ;
- Hugo Guillemet, journaliste grand reporter L'Équipe ;
- Julia Kowalski, scénariste, réalisatrice et formatrice aux Cours Florent ;
- Ludovic Bergery, scénariste, réalisateur et acteur français ;
- Cyprien Vial, réalisateur français ;
- Élise Girard, réalisatrice et scénariste française ;
- Marie Kirschen, journaliste, ancienne rédactrice en chef des Inrockuptibles ;
- Julie Joly, directrice générale de L'Obs et ancienne directrice du CFJ et de l'École W ;
- Lillian Davies, historienne de l'art, autrice et chercheuse à l'École du Louvre[62];
- Stéphane Loignon, journaliste grand reporter au Parisien Week-end ;
- Jeronimo Acero, monteur et réalisateur ;
- Delphine Saltel, documentariste et productrice chez Arte Radio et France Culture ;
- Charlie Dupiot, journaliste chez RFI ;
- Alice Milot, journaliste chez RFI ;
- Laurène Daycard, journaliste indépendante ;
- David Dieudonné, ancien journaliste à l'Agence France-Presse, directeur du News Lab France chez Google ;
- Karine Le Loët, productrice chez France Culture[63] ;
- Mariannick Bellot, scénariste et documentariste chez France Culture ;
- Valérie Brioux-Dacquet, ancienne rédactrice en chef adjointe au Parisien et intervenante CFJ[64] ;
- Anne Laffeter, ancienne rédactrice en chef adjointe aux Inrockuptibles et directrice des études adjointe du CFJ[65] ;
- Stéphanie Lebrun, journaliste, ancienne grand reporter pour TF1 et directrice du CFJ ;
- Karen Bastien, datajournaliste et vice-présidente du conseil d'administration du CFJ ;
- Stéphanie Marteau, journaliste d'investigation ;
- Marlowe Hood, journaliste à l'Agence France-Presse ;
- Xavier Pouvreau, coordinateur d'écriture chez Canal+ ;
- Beth Dawson, responsable RSE chez Orange ;
- Violaine Vaubourgoin, consultante en webmarketing ;
- Seamus Kearney, journaliste et correspondant BBC et RFI ;
- Karine Guillaumain, journaliste et intervenante CFPJ[66] ;
- Mérième Alaoui, journaliste et intervenante CFPJ ;
- Frédéric Béghin, journaliste du Parisien et intervenant CFJ[67] ;
- Paul-Henri Harang, professeur de droit à l'université Paris 8 ;
- Alain Pichlak, directeur artistique ;
- Arthur Champolion, directeur artistique et graphiste[68].

### Anciens élèves
- Sixtine Moullé-Berteaux, entrepreneuse française, cofondatrice du média Le Crayon ;
- Sébastien Lignier, chef du service politique de Valeurs Actuelles ;
- Elouen Rolland, vidéaste français[69];
- Thaïs Klapisch, entrepreneure et consultante française.